# Andhracoides shabuddin
Andhracoides shabuddin là một loài chân đều trong họ Hypsimetopidae. Loài này được Wilson & Ranga Reddy miêu tả khoa học năm 2011.